# Лінійчата поверхня

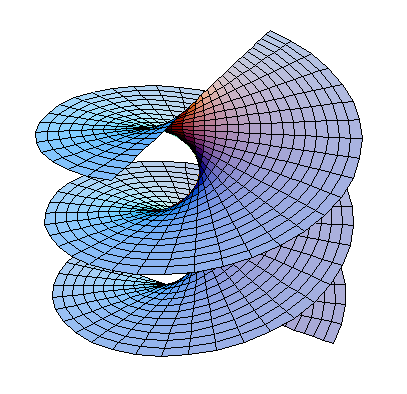
Лінійчатий гелікоїд

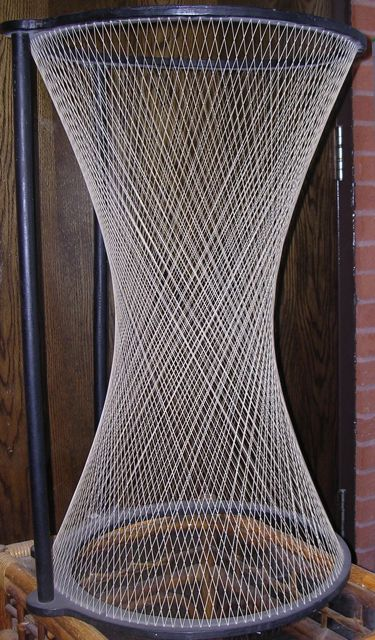
Лінійчатий гіперболоїд

В диференціальній геометрії, Лінійчата поверхня — поверхня, утворена рухом прямої лінії.
Прямі, що належать цій поверхні, називаються прямолінійними твірними, а кожна крива, що перетинає всі прямолінійні твірні називається напрямною кривою.
Якщо {\displaystyle p(u)} — радіус-вектор напрямної, a {\displaystyle m=m(v)} — одиничний вектор твірної, що проходить через {\displaystyle p(u)} , то радіус-вектор лінійчатої поверхні є
{\displaystyle r=p(u)+vm(u),}
де {\displaystyle v} — координата точки на твірній.

## Властивості
- Лінійчата поверхня характеризується тим, що її асимптотична мережа — напівгеодезична.
- Теорема Бельтрамі. Лінійчату поверхню завжди можна і до того ж єдиним чином зігнути так, що довільна лінія на ній стане асимптотичною.
- Теорема Бонні. Якщо лінійчата поверхня {\displaystyle F}, що не розгортається, згинається в лінійчату поверхню {\displaystyle F'}, то або їх твірні відповідають одна одній, або обидві вони вигинаються в квадрику, на якій мережа, що відповідає сімействам твірних — асимптотична.
- Єдина мінімальна лінійчата поверхня — гелікоїд.
- Лінійчата поверхня обертання — однопорожнинний гіперболоїд, який може вироджуватись в циліндр, конус або площину.
- Якщо всі прямолінійні твірні лінійчатої поверхні паралельні одній площині, то вона є поверхнею Каталана.